# SabadellSolbank
SabadellSolbank es la marca con la que opera Banco Sabadell en el mercado de los particulares europeos que residen de manera estable en España y también de todas aquellas empresas con actividad centrada en las áreas de turismo residencial.
Cuenta con una red de oficinas en la costa mediterránea peninsular, las Islas Baleares y las Islas Canarias.

## Historia

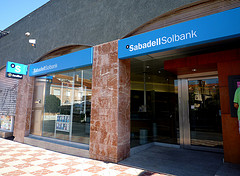

El 8 de agosto de 1996, Banco Sabadell anunció la adquisición del 80% del capital de NatWest España al grupo británico NatWest. NatWest España era propietario a su vez del 90% del Banco de Asturias. La adquisición se cerró, según el comunicado oficial emitido, por 23.700 millones de pesetas. Tras esta operación, Banco Sabadell pasó a ocupar el sexto puesto entre los grupos bancarios españoles por recursos de clientes.
El 15 de octubre de 1996, comenzó el cambio de rotulación de las oficinas de NatWest España con el nombre de Solbank.
El 31 de diciembre de 1998, se produjo la venta del 19,93% que todavía controlaba el grupo NatWest en Solbank por 5.184 millones de pesetas al Banco Sabadell, que de este modo elevó su participación hasta el 99,77%.
Posteriormente, la marca Solbank paso a denominarse SabadellSolbank.
El 29 de abril de 2013, Banco Sabadell acordó la adquisición del negocio de Lloyds TSB en España y el 30 de junio se realizó la toma de control. Con posterioridad, se modificó la razón social de Lloyds Bank International, S.A.U. por Sabadell Solbank, S.A.U. El 21 de noviembre de 2013, el consejo de administración de Banco Sabadell aprobó la fusión por absorción del negocio de Lloyds en España.  Entre el 14 y el 16 de marzo de 2014, se produjo la plena integración del negocio de Lloyds en España en Banco Sabadell con la unificación de los sistemas operativos y tecnológicos y el cambio de marca. De las 28 oficinas que tenía Lloyds, 7 pasaron a operar con la marca SabadellSolbank, la enseña especializada en clientes extranjeros no residentes del banco, y el resto se integró en otras marcas de Banco Sabadell.